# Messaggio d'amore
Messaggio d'amore è il trentatreesimo singolo dei Matia Bazar, pubblicato nel 2002 su CD dall'etichetta discografica Bazar Music di proprietà del gruppo, che anticipava l'album live Messaggi dal vivo del quale è uno dei due brani registrati in studio.
Messaggio d'amore è stata la canzone vincitrice del Festival di Sanremo 2002, vinto alla terza partecipazione consecutiva del gruppo (2000, 2001) con la stessa formazione. È stata la seconda vittoria per la band, dopo quella nel 1978 con ...e dirsi ciao. I due successi sono stati ottenuti dal gruppo con formazioni diverse, ma sempre con Piero Cassano e Giancarlo Golzi presenti, soprattutto grazie alla voce solista femminile: nel 2002 Silvia Mezzanotte, nel 1978 Antonella Ruggiero.
Pur vincendo il Festival, la canzone non ha ottenuto un grande successo commerciale; tuttavia è diventata un'apprezzata beguine, popolare soprattutto nel circuito delle orchestre da ballo. Il singolo è assente nella discografia sul sito ufficiale.

## Tracce
CD singolo (BRZ 997 6 72472 1)
1. Messaggio d'amore – 4:06 (testo: Giancarlo Golzi – musica: Piero Cassano)
2. Messaggio d'amore (strumentale) (musica: Piero Cassano)

## Formazione
Gruppo
- Silvia Mezzanotte - voce solista, cori
- Piero Cassano - tastiere, chitarre, voce, cori
- Fabio Perversi - tastiere, voce
- Giancarlo Golzi - batteria, percussioni

Altri musicisti
- Giorgio Cocilovo - chitarra
- Maurizio Macchioni - chitarra
- Mario Natale - cori

## Classifiche
Il brano ha raggiunto la 16ª posizione nella classifica settimanale delle vendite dei singoli italiani del 2002, con una sola settimana di permanenza.
| Classifica (2002) | Posizione |
| ----------------- | --------- |
| Italia            | 16        |